# Hagia Eiréné
A Hagia Eiréné (görögül: Αγία Ειρήνη, törökül: Aya İrini) avagy „Szent Béke,” néha Szent Irén néven is ismert egykori keleti ortodox templom, amely az isztambuli Topkapı palota külső udvarában található, szinte közvetlenül a jóval nagyobb és híresebb Hagia Szophia mellett. Ez a város és a Bizánci Birodalom legrégebbi ismert templomépülete, és a Mongóliai Szent Mária-templom (görögül: Παναγία η Μουχλιώτισσα) mellett az egyetlen olyan bizánci templom Isztambulban, amelyet a város 1453-as elfoglalása után soha nem alakítottak át mecsetté, mivel a 19. századig fegyverraktárként használták. A Hagia Eiréné ma múzeumként és koncertteremként működik. Isztambul történelmi városegyüttesének részeként 1985 óta a világörökség része.

## Története
A Hagia Eiréné templomot I. Constantinus római császár építtette a 4. században az általa alapított Konstantinápoly első templomaként. Az ariánus és a trinitáriusok közötti – olykor véres – viták színhelye volt az ariánus vita idején. A másodikként összehívott ökumenikus zsinat, az első konstantinápolyi zsinat volt az, amelynek ezt a vitát kellett volna lezárnia, 381-ben a Hagia Eirénében ülésezett. Ez volt ugyanis a pátriárka temploma, mielőtt a Hagia Szophia felépült volna.
Miután a templom az 532-es nika-felkelés során leégett, I. Justinianus újjáépíttette. Miután 740-ben egy földrengés ismét elpusztította, a Hagia Eirénét V. Konstantin alatt nagyrészt újjáépítették.
Konstantinápoly oszmánok általi 1453-as elfoglalása után a janicsárok palotaőrsége a templomot fegyvertárként használta. Ahmet Fethi pasa, a fegyvertár marsallja 1846-ban múzeumot rendezett be a templomban. Amikor 1875-ben már nem volt elég hely további kiállítási tárgyak számára, a gyűjteményt a Topkapı palota komplexumában található Çinili Köşkbe költöztették. A templom 1869-ben a Császári Múzeum (Müze-i Hümayun) lett, 1908 és 1949 között pedig katonai múzeumként működött. A felújított műemléket 1973 óta klasszikus koncertekre használják lenyűgöző akusztikája miatt, de múzeumként a Hagia Szophia Múzeumigazgatóság felügyelete alatt áll. Az Isztambuli Zenei Fesztivál legtöbb koncertjét 1980 óta itt tartják. 

## Építészeti jellemzői

### Felépítése
Az I. Justinianus uralkodása alatti átépítés az átrium és a narthex építészeti változását mutatja, amelyek a földrengés után is épségben maradtak. A földrengés utáni helyreállítás erősebb alapot hozott létre a templom számára. Az újjáépítés előtt az alapnak jelentős szerkezeti problémái voltak. Ez a helyreállítás keresztkupolás alaprajzot hozott létre a galéria szintjén, miközben a földszinten meg tudta tartani az eredeti bazilikális elrendezést. A nyugati oldalon található a narthex, amelyet az átrium, majd a keleti oldalon az apszis előz meg. A Hagia Eiréné továbbra is rendelkezik kupolával, és a templom északi, nyugati és déli oldalán csúcsíves tetővel. Maga a kupola 15 méter széles és 35 méter magas, és húsz ablakkal rendelkezik. A Hagia Eiréné a római bazilikákra jellemző formával rendelkezik, amely egy főhajóból és két oldalhajóból áll, amelyeket három pár pillér választ el, ez segít a narthex feletti galériák megtámasztásában. A z oszlopfőkhöz félköríves boltívek is csatlakoznak, ami szintén segít a fenti galériák megtámasztásában.

### Belső díszítése
A bizánci hagyományban az egyházon belül az ikonoklasztikus művészetnek van egy egyedülálló maradványa. Az apszis félkupoláját és a bema boltozatát nonfigurális mozaikok borítják, valamint a déli mellékhajón található freskók, amelyek körülbelül a 8. századból származnak.  Ez a földrengés idejére esett, amely utánra a templom újjáépített felső részeinek nagy része datálható. A keresztet ábrázoló mozaikot V. Konstantin újjáépítése során helyezték el, ami az ikonoklasztikus évekre esik, így korpusz nélküli, arany alapon feketén körvonalazott, a végei pedig könnycsepp alakban szélesednek ki. A béma boltozatán a belső oldalon a 64. zsoltár 4-5. verse, a külső oldalon pedig Ámosz könyvének 6. fejezetének 6. verse olvasható. Ezeken a feliratokon is fellelhetők a későbbi változtatások nyomai. A feliratok részletesen dicsérik a templomot, mivel az az Úr háza. A versek, különösen a zsoltár, később a Hagia Szophia néhány mozaikjának ihletőjéül szolgáltak.
A Hagia Irene szintén rendelkezik egy szintrononnal. A szintrononok az apszisban félkörívben elhelyezett, több szinten egymásra épített padsorok. A liturgia idején itt ültek a papság tagjai. Ez az egyetlen szintironon, amely a bizánci korból fennmaradt a városban. A Hagia Irene-i szintironon hat szintből áll. Mindkét oldalán ajtók találhatók, amelyek a negyedik ülőhelyszint alatti körfolyosóra nyílnak.
Az eredeti templomépület oszlopfőit egy bizánci kori átépítés során eltávolították, és csak tíz darabot használtak fel újra az épület átriumában. Ezek monogramokat ábrázolnak a császári pár, Jusztiniánusz és Theodóra nevével és titulusával.

## Galéria

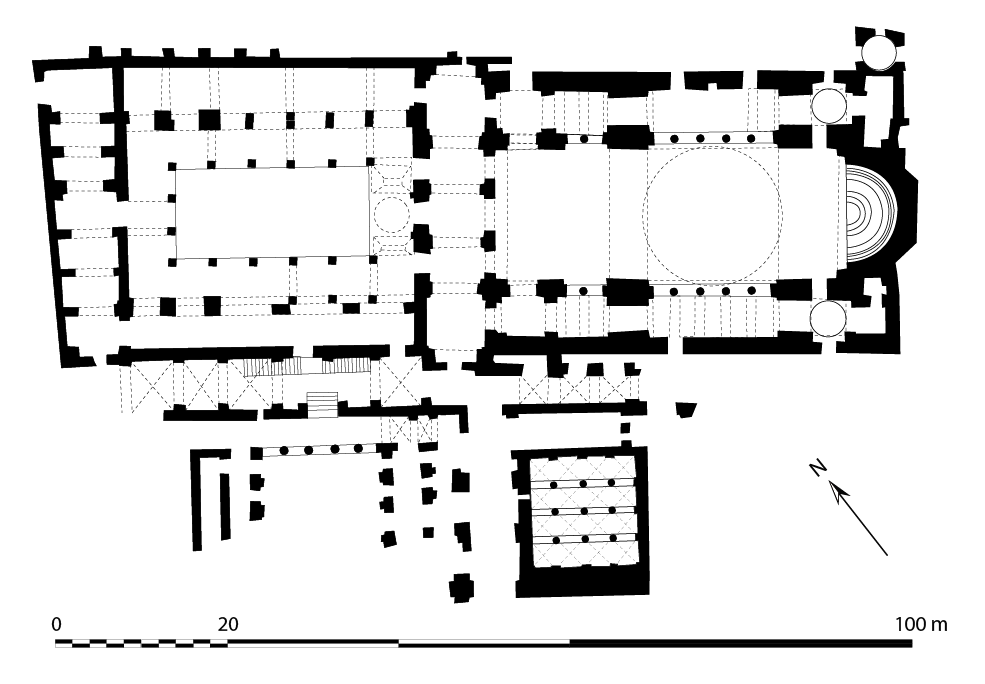
Az épületegyüttes alaprajza
A templom keresztmetszete
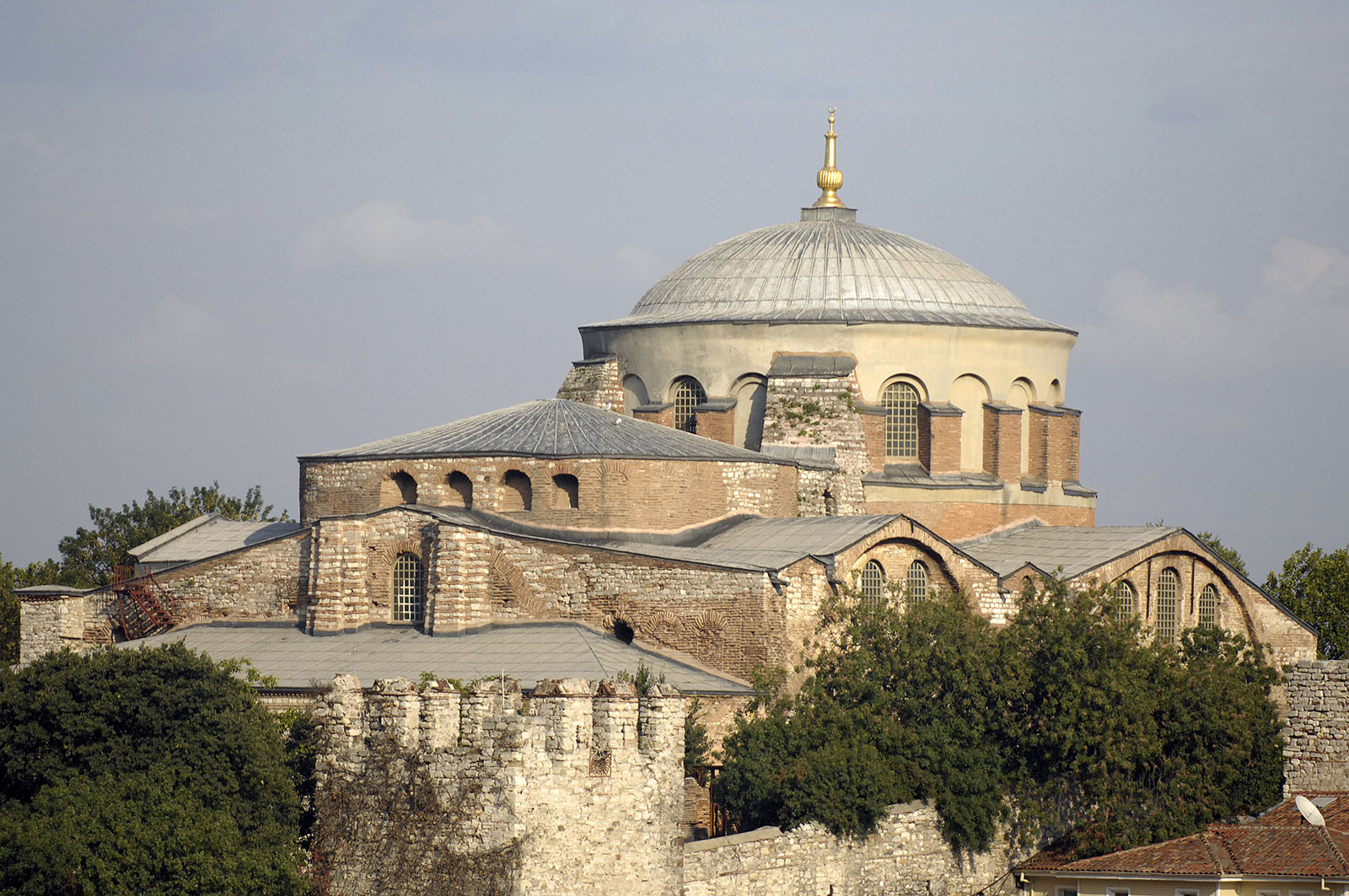
A kupola és a lapos tetőszerkezet
A főhajó boltozatos falai és ablakai
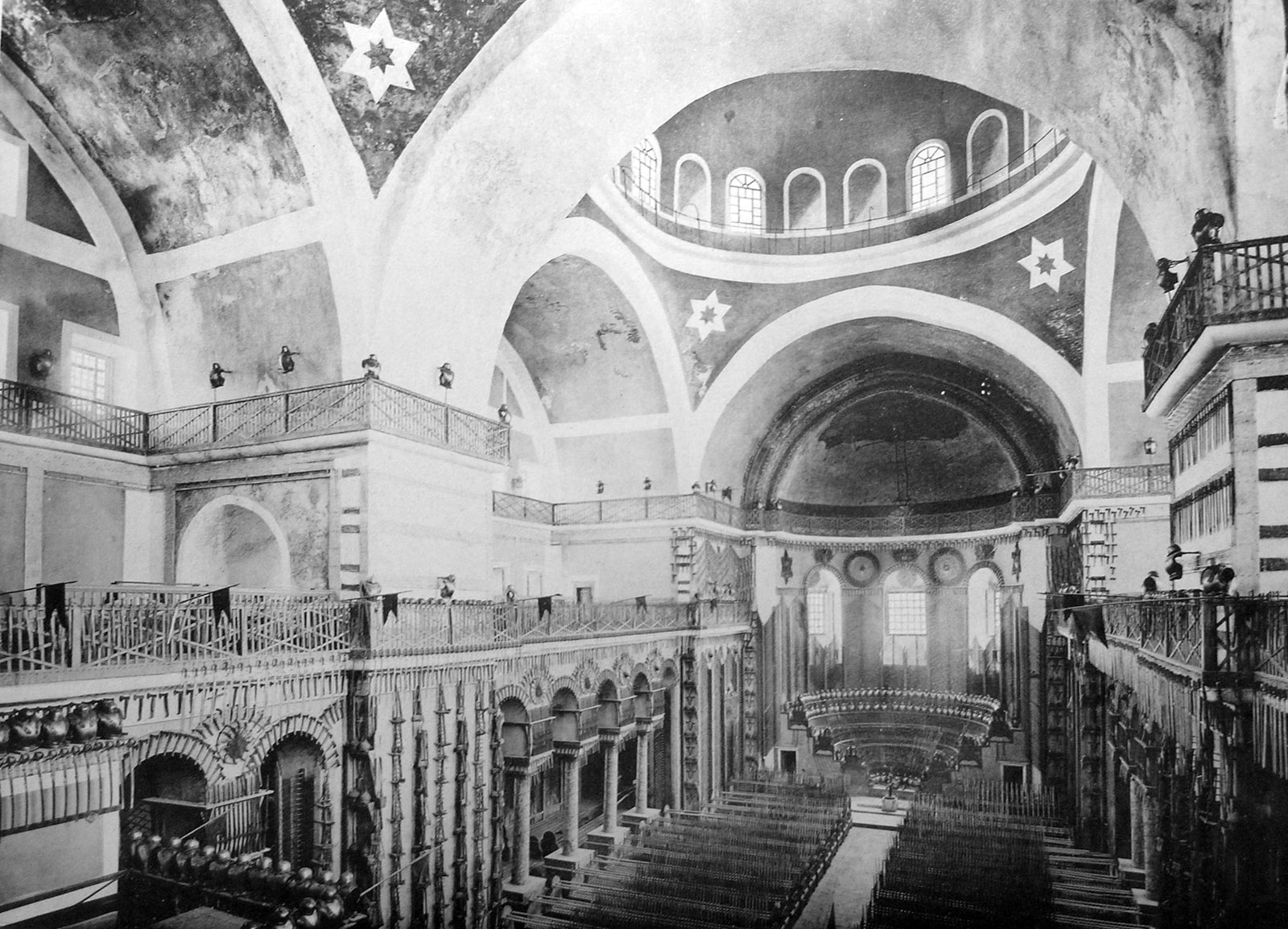
A fegyvertárként használt belső a 20. század legelején
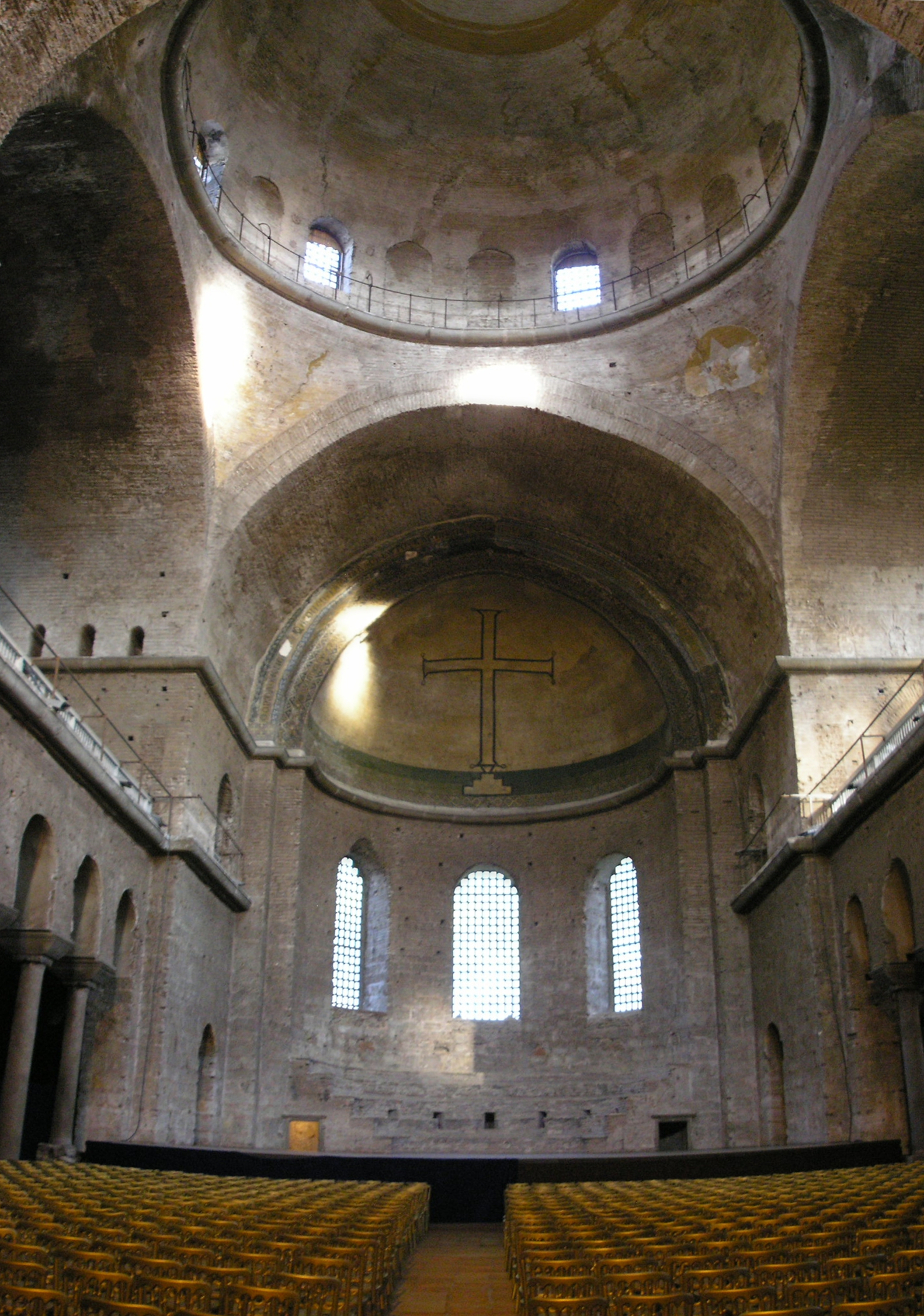
A kupola belseje és az apszismozaik
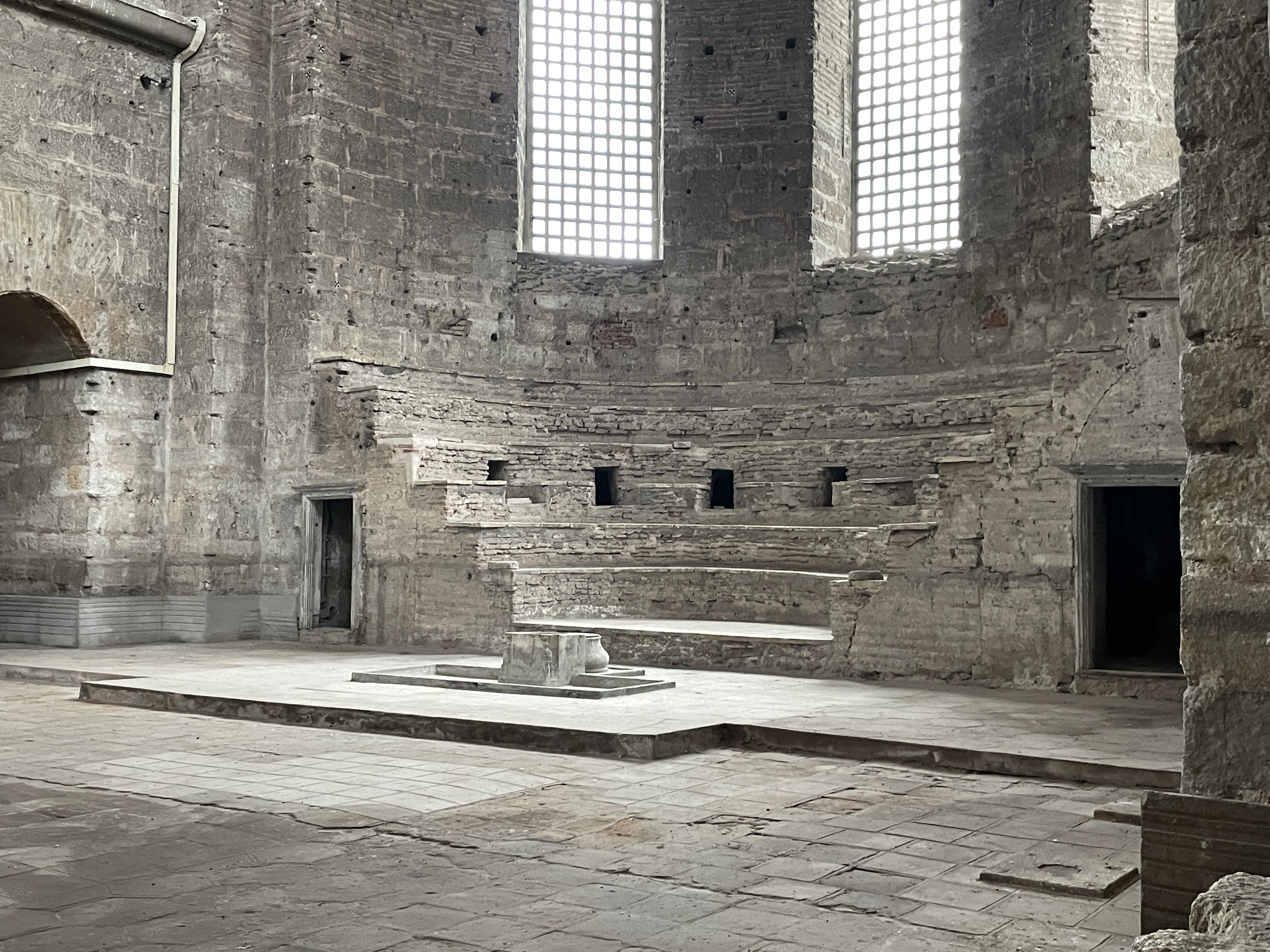
A szintironon
Monogramos oszlopfő (ΒΑΣΙΛΕΩΣ; „a királyé”)
Koncerthelyszínnek berendezve
A templomhoz tartozó átrium

## Fordítás
- Ez a szócikk részben vagy egészben  a   Hagia Irene című angol Wikipédia-szócikk ezen változatának fordításán alapul.  Az eredeti cikk szerkesztőit annak laptörténete sorolja fel. Ez a jelzés csupán a megfogalmazás eredetét és a szerzői jogokat jelzi, nem szolgál a cikkben szereplő információk forrásmegjelöléseként.